# ピヨモン
ピヨモンはデジタルモンスターシリーズに登場する架空の生命体・デジタルモンスターの一種。

## 概要
初代シリーズVer.4から登場。初代シリーズではバードラモンに憧れつつも、進化系の鳥型デジモンはコカトリモンのみだった。

## 種族としてのピヨモン
羽根が手のように発達した雛鳥型デジモン。手のように翼を使うが、飛行はあまり得意ではなく、同じく飛行下手なパタモンをライバル視している。
空を自由に飛び回ることを夢見ており、バードラモンに進化したがっているが、逆に飛べないコカトリモンにはなりたくないらしい。

### 基本データ
- 世代/成長期
- タイプ/雛鳥型
- 属性/ワクチン
- 必殺技/マジカルファイヤー
- 得意技/ピヨリンアタック、ダッシュついばみ、スパイラルウィング
- 勢力/ウィンドガーディアンズ

必殺技
マジカルファイヤー
幻の炎を出現させて敵を包み込み、混乱させる。

### 亜種・関連種・その他
- パタモン

ライバル。
- コカトリモン
- ニョキモン
- ピョコモン
- バードラモン
- ガルダモン
- ホウオウモン

## 登場人物としてのピヨモン

### デジモンアドベンチャー
武之内空のパートナーデジモン。声優は重松花鳥。甘えたがりな性格で、比較的ボーイッシュで女性らしさや母性という概念を嫌う空はあまり良い第一印象を持たなかったが、最終的には別れ際に涙を見せるほど絆が深まっている。
- ニョキモン⇔ピョコモン⇔ピヨモン⇔バードラモン⇔ガルダモン。また、ゲーム『ブレイブテイマー』・PSP版・『デジモンアドベンチャー tri.』・『デジモンアドベンチャー:』ではホウオウモンに進化する。

#### 楽曲
- 私の五線譜

「デジモンアドベンチャー02 ベストパートナー（6）武之内 空&ピヨモン」に収録。

### デジモンセイバーズ
第12話および第13話に登場。声優は寺田はるひ。メルクリモンの力によりアクィラモン、さらにはガルダモンに進化したが、ライズグレイモンに敗れデジタマに戻る。
第43話にて再び知香の前に現れたが、デジタマに戻ったことにより知香のことを覚えていなかったが、ドゥフトモンの攻撃が飛んできたときに、知香を守るために知香のデジソウルを受けてガルダモンに進化し、大門家を守った。第46話でも再びガルダモンに進化し、知香とともにクレニアムモンに挑んだが攻撃が効かず、バンチョーレオモンの話を聞かされ、その後デジタルワールドを支えるクレニアムモンを見守ることになった。
第47話ではイグドラシルを倒すために、ゴツモンや他のデジモンたちと一緒に、大たちに力を貸した。第48話（最終話）で大たちがイグドラシルを倒した後は他のデジモンたちと同様、知香に別れを告げてデジタルワールドへ帰還する。
知香の力を受けて進化しているものの、厳密にパートナーデジモンとして描かれた描写はない（知香はデジヴァイスを持っていない）。

### デジモンセイバーズ アナザーミッション
桂小三郎のパートナーデジモン。声優は吉田小南美。上記のピヨモンと別個体であることが言及されている。
やかましくパートナーに似てお調子者な性格。一人称は「私」で、「ですぅ！」と語尾によくつけて話す。主な進化はバードラモンなどで、無印に登場するピヨモンの系統に似通っている。なお、最終進化はホウオウモンである。

### その他
- デジモンフロンティア - 炎の町の住民として第43話に登場した。声優は埴岡由紀子。
- デジモンアドベンチャーVテイマー01 - 天空樹へ向かうタイチたちが出会う。
- デジモンワールド デジタルカードバトル - ギアサバンナで赤のカードショップを営んでいる。